# 차전놀이
차전놀이(車戰놀이, 영어: Chajeon Nori)는 국가무형문화재 제24호로 지정된 경상북도 안동시 일대에서 행하던 민속놀이이다.

## 개요
차전(車戰)이란 명칭은 속어로 동채싸움, 동태싸움이라고 불린다. 동채싸움과 동태싸움은 같은 어원으로 동태는 동채의 와전(訛傳)이며, 동채란 '수레바퀴'의 방언이다. 차전놀이는 1937년까지 연중행사로서 매년 음력 정월 대보름 낮에 강변 백사장이나 벌판에서 거행되다가 일제에 의하여 금지되었다. 8·15광복 후 1958년 건국 10주년 기념행사로서 전국 민속예술 제전이 열렸을 때 부활되었고 1969년 안동 차전놀이가 국가무형문화재 제24호로 지정되면서 차전놀이의 대표격이 되었다.

## ㅋ
고로(古老)들의 구전(口傳)에 의하면 후삼국시대 말기인 930년, 안동에 권행(權幸)·김선평(金宣平)·장길(張吉)의 세 장군이 있어, 후에 고려 태조가 된 왕건을 도와 견훤을 패하게 하였는데, 그때 견훤과 합전교(合戰郊：현 안동시 송현동)에서 싸울 때(고창 전투) 큰나무를 묶어서 한 덩어리를 만들어 여러 사람이 어깨에 메고 이를 앞세워 진격하였다고 한다. 이 전승을 기념하기 위하여 매년 정월 보름날을 기하여 나무묶음(동채)을 메고 싸움을 벌이는 놀이를 하였다.

## 진행
차전놀이는 동·서편으로 갈라서 하는데, 여기에 소요되는 동채를 만들 때는 여러 가지 금기가 있다. 20∼30척이 되는 단단한 나무를 구하기 위해서는 멀리 산간지방에까지 파견되며, 지정된 나무는 깨끗하게 가져와 두 개를 같은 길이로 자르며, 마사(麻絲) 등의 줄로 차머리를 ×형으로 졸라맨다. 사다리처럼 생긴 동채 위에는 사람이 서 있도록 방석만한 자리를 마련하고 작전에 열중케 한다. 동채 머리에는 고삐를 매어 대장이 잡고 지휘할 수 있게 하고 판자 뒤에는 나무를 X자 모양으로 하여 4귀를 체목에 묶어 동채가 부서지거나 뒤틀리지 않게 한다. 동채꾼은 대장·머리꾼·동채꾼·놀이꾼으로 이루어진다, 대체로 25~40세의 남자 500여 명이 동서로 갈리어 승부를 겨룬다. 동부의 대장을 부사(府使), 서부의 대장을 영장(營將)이라고 하며 싸움할 때는 동채와 동채가 서로 맞닿게 한다. 그리고 승부 방법은 상대방의 동채의 앞머리를 땅에 닿게 하거나 상대방의 대장을 머리꾼들이 끌어내려 땅에 떨어드리거나 자기편 동채의 앞머리가 상대방의 앞머리보다 높이 올라가게 하면 이긴다.